# Macklemore/Auszeichnungen für Musikverkäufe

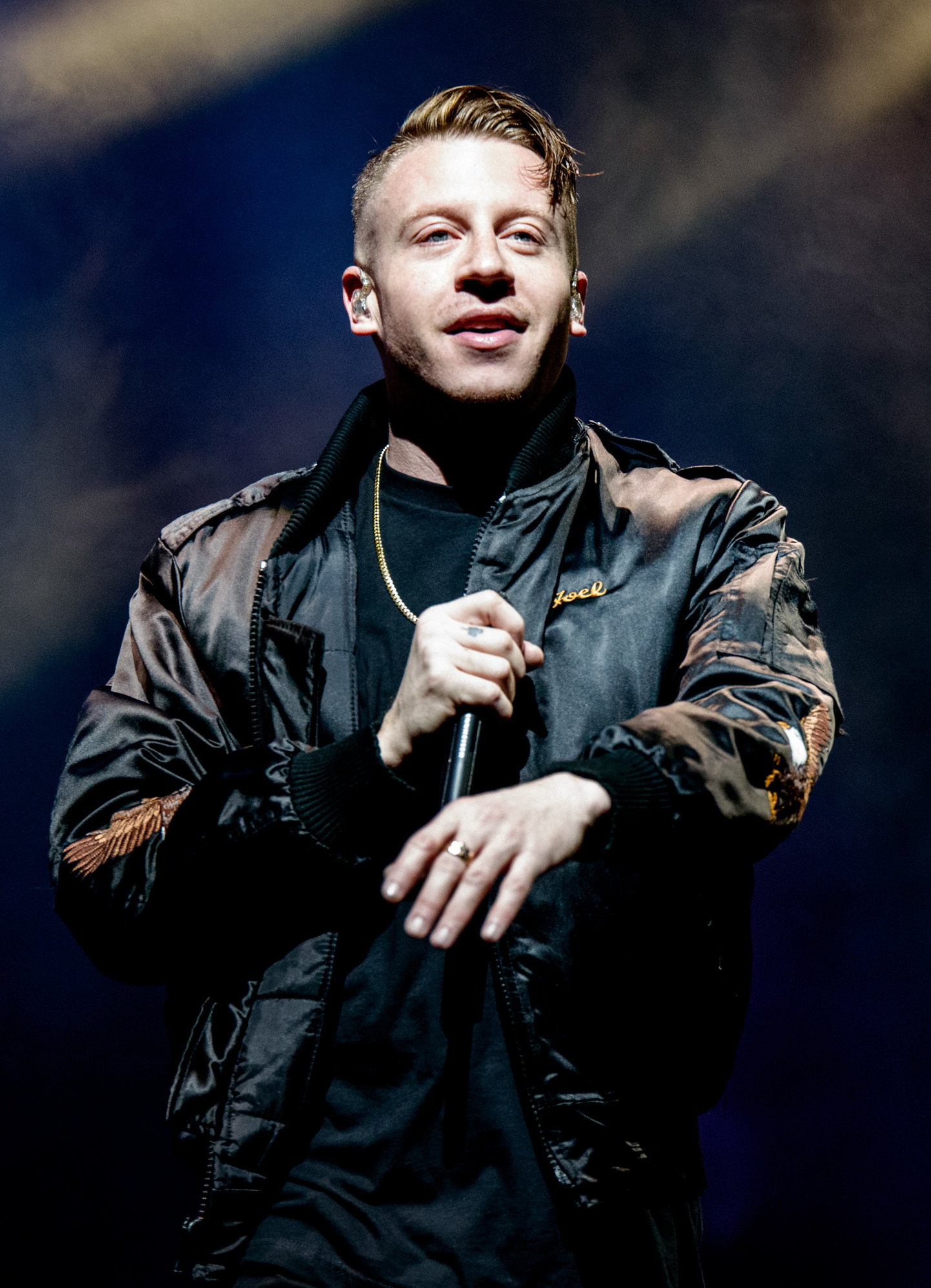
Macklemore (2016)

Dies ist eine Übersicht über die Auszeichnungen für Musikverkäufe des US-amerikanischen Rappers Macklemore. Die Auszeichnungen finden sich nach ihrer Art (Gold, Platin usw.), nach Staaten getrennt in chronologischer Reihenfolge, geordnet sowie nach den Tonträgern selbst, ebenfalls in chronologischer Reihenfolge, getrennt nach Medium (Alben, Singles usw.), wieder.

## Auszeichnungen
| - Vereinigtes Königreich - 2021: für die Single Good Old Days - Australien - 2019: für das Album Gemini - 2019: für die Single Summer Days - Belgien - 2019: für die Single Summer Days - Dänemark - 2020: für das Album Gemini - 2021: für die Single Summer Days - Deutschland - 2023: für die Single Summer Days - Frankreich - 2018: für das Album Gemini - 2022: für die Single Good Old Days - Italien - 2019: für die Single Good Old Days - 2019: für die Single And We Danced - 2019: für die Single Summer Days - 2020: für das Album Gemini - Kanada - 2018: für das Album Gemini - 2018: für die Single Marmalade - Neuseeland - 2019: für die Single Marmalade - Niederlande - 2018: für die Single Good Old Days - Österreich - 2019: für die Single Summer Days - Portugal - 2019: für die Single Glorious - 2022: für die Single Summer Days - Schweiz - 2013: für die Single And We Danced - 2019: für die Single Summer Days - Spanien - 2024: für die Single Glorious - 2024: für die Single Summer Days - Vereinigte Staaten - 2020: für die Single I Don’t Belong in This Club - Vereinigtes Königreich - 2021: für die Single Summer Days | - Belgien - 2017: für die Single Glorious - 2018: für die Single These Days - Dänemark - 2021: für die Single Glorious - Kanada - 2018: für die Single Good Old Days - Neuseeland - 2022: für die Single Summer Days - 2025: für die Single I Don’t Belong in This Club - Österreich - 2018: für die Single These Days - Polen - 2020: für die Single Summer Days - 2023: für die Single Glorious - Portugal - 2022: für die Single These Days - Vereinigte Staaten - 2019: für die Single These Days - 2021: für die Single Summer Days - 2024: für das Album Gemini - Vereinigtes Königreich - 2021: für die Single Glorious - Deutschland - 2021: für die Single These Days - Italien - 2018: für die Single Glorious - Kanada - 2018: für die Single Glorious - 2019: für die Single Summer Days - Neuseeland - 2022: für das Album Gemini - Spanien - 2024: für die Single These Days - Vereinigte Staaten - 2024: für die Single Marmalade | - Brasilien - 2023: für die Single Summer Days - Dänemark - 2022: für die Single These Days - Italien - 2019: für die Single These Days - Mexiko - 2025: für die Single Summer Days - Neuseeland - 2023: für die Single Good Old Days - Polen - 2024: für die Single These Days - Vereinigte Staaten - 2023: für die Single Glorious - 2023: für die Single Good Old Days - Australien - 2020: für die Single Good Old Days - Kanada - 2021: für die Single These Days - Australien - 2020: für die Single These Days - Neuseeland - 2024: für die Single Glorious - Vereinigtes Königreich - 2025: für die Single These Days - Australien - 2019: für die Single Glorious - Neuseeland - 2025: für die Single These Days - Frankreich - 2018: für die Single Glorious - 2020: für die Single These Days - 2023: für die Single Summer Days |

## Auszeichnungen nach Alben

### Gemini
| Land/Region               | Auszeichnungen für Musikverkäufe (Land/Region, Auszeichnung, Verkäufe) | Verkäufe  |
| ------------------------- | ---------------------------------------------------------------------- | --------- |
| Australien (ARIA)         | Gold                                                                   | 35.000    |
| Dänemark (IFPI)           | Gold                                                                   | 10.000    |
| Frankreich (SNEP)         | Gold                                                                   | 50.000    |
| Italien (FIMI)            | Gold                                                                   | 25.000    |
| Kanada (MC)               | Gold                                                                   | 40.000    |
| Neuseeland (RMNZ)         | 2× Platin                                                              | 30.000    |
| Vereinigte Staaten (RIAA) | Platin                                                                 | 1.000.000 |
| Insgesamt                 | 5× Gold · 3× Platin ·                                                  | 1.190.000 |

## Auszeichnungen nach Singles

### And We Danced
| Land/Region    | Auszeichnungen für Musikverkäufe (Land/Region, Auszeichnung, Verkäufe) | Verkäufe |
| -------------- | ---------------------------------------------------------------------- | -------- |
| Italien (FIMI) | Gold                                                                   | 25.000   |
| Schweiz (IFPI) | Gold                                                                   | 15.000   |
| Insgesamt      | 2× Gold ·                                                              | 40.000   |

### Glorious
| Land/Region                  | Auszeichnungen für Musikverkäufe (Land/Region, Auszeichnung, Verkäufe) | Verkäufe  |
| ---------------------------- | ---------------------------------------------------------------------- | --------- |
| Australien (ARIA)            | 6× Platin                                                              | 420.000   |
| Belgien (BRMA)               | Platin                                                                 | 30.000    |
| Dänemark (IFPI)              | Platin                                                                 | 90.000    |
| Frankreich (SNEP)            | Diamant                                                                | 233.333   |
| Italien (FIMI)               | 2× Platin                                                              | 100.000   |
| Kanada (MC)                  | 2× Platin                                                              | 160.000   |
| Neuseeland (RMNZ)            | 5× Platin                                                              | 150.000   |
| Polen (ZPAV)                 | Platin                                                                 | 50.000    |
| Portugal (AFP)               | Gold                                                                   | 5.000     |
| Spanien (Promusicae)         | Gold                                                                   | 30.000    |
| Vereinigte Staaten (RIAA)    | 3× Platin                                                              | 3.000.000 |
| Vereinigtes Königreich (BPI) | Platin                                                                 | 600.000   |
| Insgesamt                    | 2× Gold · 22× Platin · 1× Diamant ·                                    | 4.868.333 |

### Marmalade
| Land/Region               | Auszeichnungen für Musikverkäufe (Land/Region, Auszeichnung, Verkäufe) | Verkäufe  |
| ------------------------- | ---------------------------------------------------------------------- | --------- |
| Kanada (MC)               | Gold                                                                   | 40.000    |
| Neuseeland (RMNZ)         | Gold                                                                   | 15.000    |
| Vereinigte Staaten (RIAA) | 2× Platin                                                              | 2.000.000 |
| Insgesamt                 | 2× Gold · 2× Platin ·                                                  | 2.055.000 |

### Good Old Days
| Land/Region                  | Auszeichnungen für Musikverkäufe (Land/Region, Auszeichnung, Verkäufe) | Verkäufe  |
| ---------------------------- | ---------------------------------------------------------------------- | --------- |
| Australien (ARIA)            | 4× Platin                                                              | 280.000   |
| Frankreich (SNEP)            | Gold                                                                   | 100.000   |
| Italien (FIMI)               | Gold                                                                   | 25.000    |
| Kanada (MC)                  | Platin                                                                 | 80.000    |
| Neuseeland (RMNZ)            | 3× Platin                                                              | 90.000    |
| Niederlande (NVPI)           | Gold                                                                   | 40.000    |
| Vereinigte Staaten (RIAA)    | 3× Platin                                                              | 3.000.000 |
| Vereinigtes Königreich (BPI) | Silber                                                                 | 200.000   |
| Insgesamt                    | 1× Silber · 3× Gold · 11× Platin ·                                     | 3.815.000 |

### These Days
| Land/Region                  | Auszeichnungen für Musikverkäufe (Land/Region, Auszeichnung, Verkäufe) | Verkäufe  |
| ---------------------------- | ---------------------------------------------------------------------- | --------- |
| Australien (ARIA)            | 5× Platin                                                              | 350.000   |
| Belgien (BRMA)               | Platin                                                                 | 30.000    |
| Dänemark (IFPI)              | 3× Platin                                                              | 270.000   |
| Deutschland (BVMI)           | 3× Gold                                                                | 600.000   |
| Frankreich (SNEP)            | Diamant                                                                | 333.333   |
| Italien (FIMI)               | 3× Platin                                                              | 150.000   |
| Kanada (MC)                  | 4× Platin                                                              | 320.000   |
| Neuseeland (RMNZ)            | 6× Platin                                                              | 180.000   |
| Österreich (IFPI)            | Platin                                                                 | 30.000    |
| Polen (ZPAV)                 | 3× Platin                                                              | 150.000   |
| Portugal (AFP)               | Platin                                                                 | 10.000    |
| Spanien (Promusicae)         | 2× Platin                                                              | 120.000   |
| Vereinigte Staaten (RIAA)    | Platin                                                                 | 1.000.000 |
| Vereinigtes Königreich (BPI) | 5× Platin                                                              | 3.000.000 |
| Insgesamt                    | 1× Gold · 36× Platin · 1× Diamant ·                                    | 6.543.333 |

### Summer Days
| Land/Region                  | Auszeichnungen für Musikverkäufe (Land/Region, Auszeichnung, Verkäufe) | Verkäufe  |
| ---------------------------- | ---------------------------------------------------------------------- | --------- |
| Australien (ARIA)            | Gold                                                                   | 35.000    |
| Belgien (BRMA)               | Gold                                                                   | 20.000    |
| Brasilien (PMB)              | 3× Platin                                                              | 120.000   |
| Dänemark (IFPI)              | Gold                                                                   | 45.000    |
| Deutschland (BVMI)           | Gold                                                                   | 200.000   |
| Frankreich (SNEP)            | Diamant                                                                | 333.333   |
| Italien (FIMI)               | Gold                                                                   | 25.000    |
| Kanada (MC)                  | 2× Platin                                                              | 160.000   |
| Mexiko (AMPROFON)            | 3× Platin                                                              | 180.000   |
| Neuseeland (RMNZ)            | Platin                                                                 | 30.000    |
| Österreich (IFPI)            | Gold                                                                   | 15.000    |
| Polen (ZPAV)                 | Platin                                                                 | 20.000    |
| Portugal (AFP)               | Gold                                                                   | 5.000     |
| Schweiz (IFPI)               | Gold                                                                   | 10.000    |
| Spanien (Promusicae)         | Gold                                                                   | 30.000    |
| Vereinigte Staaten (RIAA)    | Platin                                                                 | 1.000.000 |
| Vereinigtes Königreich (BPI) | Gold                                                                   | 400.000   |
| Insgesamt                    | 10× Gold · 11× Platin · 1× Diamant ·                                   | 2.628.333 |

### I Don’t Belong in This Club
| Land/Region               | Auszeichnungen für Musikverkäufe (Land/Region, Auszeichnung, Verkäufe) | Verkäufe |
| ------------------------- | ---------------------------------------------------------------------- | -------- |
| Neuseeland (RMNZ)         | Platin                                                                 | 30.000   |
| Vereinigte Staaten (RIAA) | Gold                                                                   | 500.000  |
| Insgesamt                 | 1× Gold · 1× Platin ·                                                  | 530.000  |

## Statistik und Quellen
| Land/RegionAuszeichnungen für Musikverkäufe (Land/Region, Auszeichnungen, Verkäufe, Quellen) | Silber  | Gold       | Platin       | Diamant     | Verkäufe   | Quellen                     |
| -------------------------------------------------------------------------------------------- | ------- | ---------- | ------------ | ----------- | ---------- | --------------------------- |
| Australien (ARIA)                                                                            | —       | 2× Gold2   | 15× Platin15 | —           | 1.120.000  | aria.com.au                 |
| Belgien (BRMA)                                                                               | —       | Gold1      | 2× Platin2   | —           | 80.000     | ultratop.be                 |
| Brasilien (PMB)                                                                              | —       | —          | 3× Platin3   | —           | 120.000    | pro-musicabr.org.br         |
| Dänemark (IFPI)                                                                              | —       | 2× Gold2   | 4× Platin4   | —           | 415.000    | ifpi.dk                     |
| Deutschland (BVMI)                                                                           | —       | 2× Gold2   | Platin1      | —           | 800.000    | musikindustrie.de           |
| Frankreich (SNEP)                                                                            | —       | 2× Gold2   | —            | 3× Diamant3 | 1.049.999  | infodisc.fr snepmusique.com |
| Italien (FIMI)                                                                               | —       | 4× Gold4   | 5× Platin5   | —           | 350.000    | fimi.it                     |
| Kanada (MC)                                                                                  | —       | 2× Gold2   | 9× Platin9   | —           | 800.000    | musiccanada.com             |
| Mexiko (AMPROFON)                                                                            | —       | —          | 3× Platin3   | —           | 180.000    | amprofon.com.mx             |
| Neuseeland (RMNZ)                                                                            | —       | Gold1      | 18× Platin18 | —           | 525.000    | radioscope.co.nz NZ2        |
| Niederlande (NVPI)                                                                           | —       | Gold1      | —            | —           | 40.000     | nvpi.nl                     |
| Österreich (IFPI)                                                                            | —       | Gold1      | Platin1      | —           | 45.000     | ifpi.at                     |
| Polen (ZPAV)                                                                                 | —       | —          | 5× Platin5   | —           | 220.000    | olis.pl                     |
| Portugal (AFP)                                                                               | —       | 2× Gold2   | Platin1      | —           | 20.000     | Einzelnachweise             |
| Schweiz (IFPI)                                                                               | —       | 2× Gold2   | —            | —           | 25.000     | hitparade.ch                |
| Spanien (Promusicae)                                                                         | —       | 2× Gold2   | 2× Platin2   | —           | 180.000    | elportaldemusica.es         |
| Vereinigte Staaten (RIAA)                                                                    | —       | Gold1      | 11× Platin11 | —           | 11.500.000 | riaa.com                    |
| Vereinigtes Königreich (BPI)                                                                 | Silber1 | Gold1      | 6× Platin6   | —           | 4.200.000  | bpi.co.uk                   |
| Insgesamt                                                                                    | Silber1 | 26× Gold26 | 86× Platin86 | 3× Diamant3 |            |                             |